# Cephalopterus glabricollis
L'uccello parasole dal collo nudo (Cephalopterus glabricollis Gould, 1851) è un uccello passeriforme della famiglia Cotingidae.

## Etimologia
Il nome scientifico della specie, glabricollis, deriva dal latino e significa "dal collo glabro", caratteristica questa che frutta a questi uccelli anche il loro nome comune.

## Descrizione

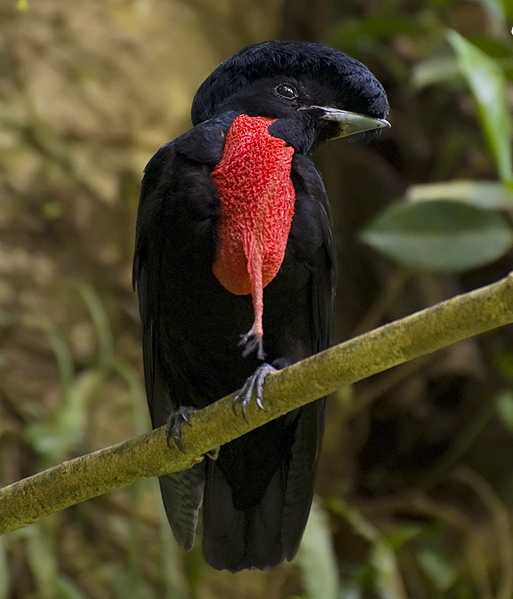
Esemplare in natura.

### Dimensioni
Misura 36–41 cm di lunghezza, per un peso di 320-450 g: le femmine, a parità d'età, sono più piccole e leggere rispetto ai maschi.

### Aspetto
Questi uccelli possono somigliare a prima vista a un curioso incrocio fra un corvo, un tacchino ed un galletto di roccia: se infatti la taglia, la colorazione e la conformazione del corpo (forti zampe, lungo becco conico) possono ricordare i corvi, la corta coda e la caratteristica forma delle penne del vertice, che formano una sorta di frangia o di parasole su becco e faccia, possono ricordare i galletti di roccia (peraltro imparentati con questi uccelli), mentre la caruncola pettorale penzolante e di colore acceso può ricordare quelle osservabili nei vecchi maschi di tacchino.

La livrea è di colore nero corvino su tutto il corpo, con la parte ventrale e laterale del collo e la parte superiore del petto che sono glabre e di colore rosso vivo: la caruncola pettorale è anch'essa glabra e rossa, con penne sparse sulla punta. Zampe e becco sono anch'essi di colore nero, mentre gli occhi sono di colore bruno scuro. Le femmine presentano cresta cefalica e caruncola pettorale meno pronunciate e meno vivacemente colorate.

## Biologia
Si tratta di uccelli diurni e solitari, che passano la maggior parte della giornata nella canopia alla ricerca di cibo: nonostante le grosse dimensioni e la colorazione piuttosto appariscente, questi uccelli sono molto schivi e riservati, e risulta piuttosto difficile avvistarli.

### Alimentazione
L'uccello parasole dal collo nudo si nutre principalmente di frutta (soprattutto frutti di Arecaceae e Flacourtiaceae): esso non disdegna tuttavia di integrare di tanto in tanto la propria dieta con proteine di origine animale, nutrendosi di grossi insetti, rane e lucertole, che vengono sbattuti contro un ramo prima di essere inghiottiti interi.

### Riproduzione
La stagione riproduttiva sembrerebbe estendersi da marzo a giugno: in questo periodo, gli uccelli in età riproduttiva migrano ad altitudini più elevate.

I maschi si esibiscono in lek in gruppi di quattro, posizionandosi su alberi vicini a circa 10 m dal suolo: durante l'esibizione, il maschio annuisce lentamente ed al contempo gonfia al massimo il collo e la caruncola pettorale, che funge da amplificatore per i suoni profondi e gutturali che ricordano un muggito e vengono ripetuti due volte, seguiti da un richiamo gracchiante emesso a collo sgonfio. I maschi passano tutta la giornata ad esibirsi (fatta eccezione per il tempo dedicato a cercare il cibo), e le femmine osservano più esibizioni in vari lek prima di scegliere il maschio col quale accoppiarsi.
Dopo l'accoppiamento, i due partner si separano: mentre il maschio continua ad esibirsi per cercare di attrarre il maggior numero possibile di femmine, la femmina si occupa in solitudine di costruire il nido, covare le due uova che depone ed accudire i nidiacei fino al sopraggiungere dell'indipendenza.

## Distribuzione e habitat

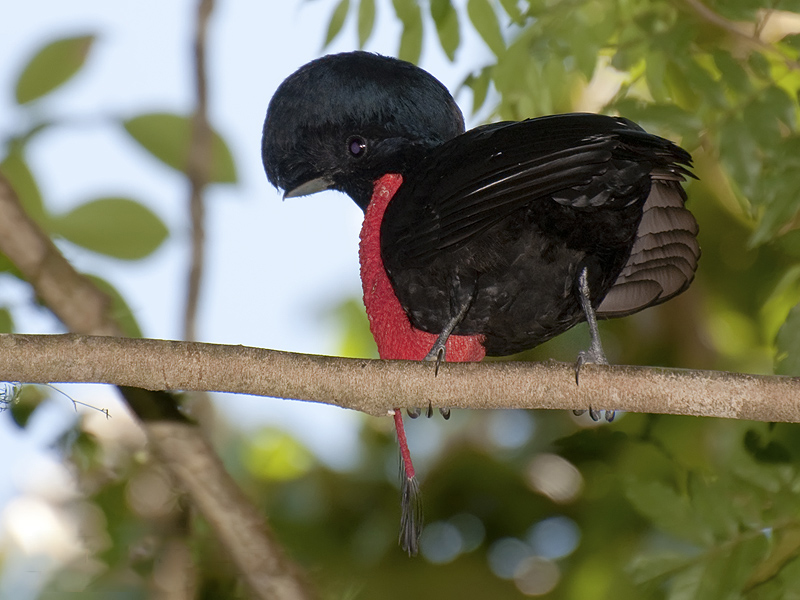
Esemplare in natura.

L'uccello parasole dal collo nudo è la specie di uccello parasole dall'areale più settentrionale: esso è infatti diffuso nell'estremo sud del Nicaragua (ad est del lago Nicaragua), in Costa Rica (a nord della cordigliera di Guanacaste) ed a Panama settentrionale, grossomodo fino al nord della provincia di Veraguas.
L'habitat di questi uccelli è rappresentato dalla foresta pluviale, sia primaria che secondaria: questa specie mostra abitudini migratorie stagionali, in quanto all'infuori della stagione riproduttiva la si trova al di sotto dei 500 m di quota, mentre nel periodo degli amori (che cade in concomitanza con la maturazione di molte specie da frutto montane) sale fra i 750 ed i 2100 m di quota.